# Istočnopacifički dupin
Istočnopacifički dupin (lat. Stenella longirostris) pripada porodici oceanskih dupina. Poznat je po svojim akrobatskim vratolomijama u zraku. 

## Rasprostranjenost
Obitava u toplim vodama, većinom tropskim morima između 40° sjeverne i 40° južne zemljopisne širine. Podvrsta Stenella longirostris longirostris javlja se uglavnom oko otoka u Atlantiku, u Indijskom oceanu te u zapadnom i središnjem Pacifiku. Najjužnije je uočen na Novom Zelandu. Podvrsta Stenella longirostris orientalis' nastanjuje [pelagij|pelagično područje u istočnom Pacifiku, a podvrsta Stenella longirostris centroamerica obitava u epikontinentalnom pojasu istočnoga Pacifika u zoni Tehuantepecskoga zaljeva na obali Kostarike. Najmanja podvrsta Stenella longirostris roseiventris, živi u Tajlandskom zaljevu i plitkim morima jugoistočne Azije. 

## Izgled
Ima dugu vitku glavu i izrazito visoku leđnu peraju trokutastoga oblika. Četiri podvrste ovoga dupina, razlikujući se uglavnom po obliku tijela, veličini i boji. Odrasli teže 45-75 kilograma i mogu narasti 1,3-2 metara. Boja tijela je crna ili tamno siva, a donji dio tijela je blijede ili bijele boje. Rubovi očnih kapaka i usne su crne.

## Ponašanje
Živi u grupama, koje mogu imati nekoliko stotina do tisuća članova. Hrani se malom ribom i glavonošcima, za kojima traga u srednjim dubinama. Lovi noću, s izuzetkom podvrste Stenella longirostris roseiventris, koja se hrani na hridima tijekom dana. Kada skače iz vode, skoči do tri metra iznad vode, a tijelo se savija, kovitla ili rotira oko uzdužne osi do sedam puta tijekom jednog skoka. Značaj ovog ponašanja je nepoznat. Stenella longirostris roseiventris isključivo nastanjuje koraljne grebene.
Ugroženi su zbog izlova. Podvrsta Stenella longirostris orientalis je najviše ugrožena.